# اس‌ام استیشن
اس‌ام استیشن (SM Station) یک پروژهٔ دیجیتالی تولید موسیقی است که توسط کمپانی اس.ام. اینترتینمنت و در سال ۲۰۱۶ پایه‌گذاری شد. این پروژه متعهد شد که از سوم فوریه سال ۲۰۱۶، هر جمعه یک تک‌آهنگ دیجیتال منتشر کند. اولین فصل این پروژه در سوم فوریه ۲۰۱۷ و با ۵۲ تک‌آهنگ به پایان رسید. دومین فصل نیز در سی و یکم مارس ۲۰۱۷ آغاز و با انتشار ۵۶ تک‌آهنگ، در ششم آوریل ۲۰۱۸ به پایان رسید.

## تاریخچه
اس‌ام استیشن توسط لی سو-مان، بنیان‌گذار کمپانی اس.ام. اینترتینمنت، به عنوان زیرمجموعه‌ای از پروژهٔ عظیم «Neo Culture Technology» و در یک کنفرانس مطبوعاتی در بیست و هفتم ژانویه ۲۰۱۷ معرفی شد. هدف این پروژه نمایش و معرفی هنرمندان و تهیه‌کنندگان اس.ام. اینترتینمنت و همچنین مشارکت با هنرمندانی خارج از کمپانی است. این پروژه در سوم فوریه ۲۰۱۶ و با انتشار تک‌آهنگ «باران» از ته‌یان آغاز شد. این آهنگ با موفقیت بسیار روبرو شد؛ در جدول دیجیتال گائون اول شد و در برنامهٔ موسیقایی اینکی‌گایو جایگاه اول را از آن خود کرد. تک‌آهنگ‌های بعدی که وارد لیست ده آهنگ برتر جدول دیجیتال گائون شدند عبارتند از «عشق بهاری» از وندی و اریک نام، «روز موعود» از بکهیون و کی. ویل، «مهم نیست» از بوآ و بین‌زینو، «پادشاه رقص» از اکسو و یو جه‌سوک، «همیشه در قلب منی» از جوی و سیول‌اونگ و «رؤیای شیرین» از کیم هیچول و مین کیونگ‌هون.